# فانيا ميلينكوفيتش-سافيتش
فانيا ميلنكوفيتش-سافيتش (بالصربية: Вања Милинковић-Савић) (مواليد 20 فبراير 1997) هو لاعب كرة قدم صربي يلعب في مركز حارس المرمى لصالح نادي تورينو الذي ينافس في الدوري الإيطالي الدرجة الأولى. وكذلك يلعب مع منتخب صربيا لكرة القدم وشارك معه في كأس العالم 2022. وهو الشقيق الأصغر للاعب الوسط سيرغي ميلينكوفيتش-سافيتش.

## وصلات خارجية
- فانيا ميلنكوفيتش سافيتش على موقع الاتحاد الدولي (مؤرشف)  (الإنجليزية)
- فانيا ميلنكوفيتش سافيتش على موقع الاتحاد الأوربي (الإنجليزية)
- فانيا ميلنكوفيتش سافيتش على موقع قاعدة بيانات كرة القدم.إي يو (الإنجليزية)
- فانيا ميلنكوفيتش سافيتش على موقع ناشيونال فوتبول تيمز (الإنجليزية)
- فانيا ميلنكوفيتش سافيتش على موقع Soccerway.com (الإنجليزية)
- فانيا ميلنكوفيتش سافيتش على موقع عالم كرة القدم.نت (الإنجليزية)